# 盧科韋茨 (日托米爾州)
50°44′24″N 28°25′50″E / 50.74000°N 28.43056°E
盧科韋茨（羅馬化：Rukovets）是烏克蘭北部的村莊，隸屬日托米爾州的日托米爾區。該村面積0.64平方公里，2001年人口184，人口密度每平方公里286.16人。